# Мухаммед бен Мелик Гази
Мухаммед бен Мелик Гази (? — 1142/43) — четвёртый правитель государства Данышмендидов, сын Мелика Гази и правнук основателя эмирата и династии, Данышменда Гази. Мухаммед был последним правителем неразделённого эмирата Данышмендидов.
Правление Мухаммеда отмечено серией безуспешных попыток Иоанна Комнина в разное время вернуть себе крепости, захваченные Данишмендидами как в Киликии, так и в Понтийском регионе.

## Биография
Мухаммед был сыном третьего правителя эмирата Данышмендидов, Мелика Гази. У Мухаммеда было три брата: Ягибасан, Яган и Айнуддевле. Неизвестно, когда Мухаммед родился.
Г. Шлюмберже считал Мелика Гази и Мухаммеда одним лицом с периодом правления 1104—1142. Ф. Успенский полагал, что Мухаммед правил в 1106—1134 годах.

### При жизни отца
Во время правления отца Мухаммед участвовал в осаде Малатьи, это первое упоминание о нём в источниках. Мелик Гази желал вернуть Малатью, которая была в 1102 году захвачена его отцом, Гюмюштегином Гази, но в 1105/06 году после его смерти отобрана сельджукским султаном Рума Кылыч-Арсланом I. После смерти Кылыч-Арслана в 1107 году в городе при помощи Артукида Балака утвердился сын Кылыч-Арслана, Тогрул-Арслан. Пока был жив Балак Мелик Гази не предпринимал никаких действий, но после его смерти в 1124 году он осадил Малатью. Через месяц Мелик Гази оставил Мухаммеда с большим войском в селе Саман продолжать осаду Малатьи, а сам вернулся в Сивас, поскольку брат Тогрул-Арслана Араб напал на земли Данишмендидов. Мухаммед продолжал осаду в течение полугода. Отец велел ему каждый день штурмовать ворота города и не позволять никому входить или выходить из Малатьи. В городе начался сильный голод. Цены на хлеб поднялись, но и по этим ценам его трудно было найти. Ели кошек, собак и ослов, не только мясо, но и шкуры. В осаде принимал участие и зять Мелика Гази султан Рума Месуд I, брат Тогрул-Арслана. После того, как Тогрул Арслан и его мать покинули Малатью, люди открыли ворота городских стен и сдали город Мухаммеду.
После захвата Малатьи Месуд оставил её своему тестю Мелику Гази. Брат Месуда и Тогрул-Арслана Араб, правивший Чанкыры и Кастамону, счёл это предательством, поскольку их отец, Кылыч-Арслан, захватил город у Данышмендидов. После этого Араб начал с Месудом и Гази войну (1126—1127). Летом 1127 года ему удалось обманом захватить в плен Мухаммеда. Сын Мухаммеда Юнус, правитель Масары, выступил против Араба, чтобы спасти своего отца, но тоже потерпел поражение и попал в плен. Затем Араб напал на Гази, который разбил его войско. Гази двинулся на города, которыми правил Араб, Анкару и Кастамону, после ожесточённых боёв захватил их и освободил Мухаммеда.
За победы над христианами аббасидский халиф аль-Мустаршид Биллах и великий сельджукский султан Санджар прислали отцу Мухаммеда, Мелику Гази, знаки суверенитета: знамя, барабан (в который перед ним били, как перед султаном), и золотой скипетр. Однако посланники прибыли, когда Мелик Гази был при смерти. Вскоре он умер и посланники передали эти знаки верховной власти Мухаммеду, который стал преемником отца.

### Начало правления

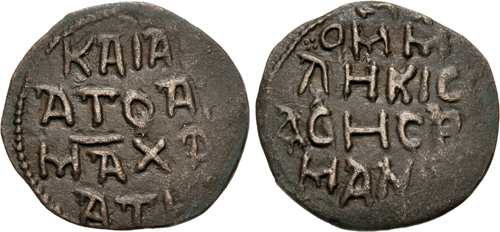
Динар, отчеканенный в правление Мухаммеда

Мухаммед наследовал отцу, однако Айнуддевле и Яган были с этим не согласны и восстали. В 1135 году Мухаммед убил Ягана, но Айнуддевле (зять султана Месуда) сбежал в Малатью. Известно, что он некоторое время правил в Эльбистане и Джейхане. Мелик Мухаммед выступил против Айнуддевле и захватил эти области. Айнуддевле пришлось укрыться у графа Эдессы Жослена. Неизвестно, чем занимался Ягибасан. Нет сведений о борьбе Ягибасана и Мухаммеда, поэтому, вероятно, он признал Мухаммеда наследником отца и получил в управление Сивас. У Месуда I с Мухаммедом тоже был конфликт из-за наследства Гази, султан пытался получить долю земель Данишмендидов как зять Гази.
По сообщению Михаила Сирийца, Мухаммед восстановил город Кайсери, лежавший в руинах, и сделал его местом своего пребывания.
Византийский император Иоанн Комнин воспользовался ослаблением Данышмендидов и заключил с Месудом союз против Мухаммеда. Месуд прислал императору военный отряд, и Иоанн осадил принадлежавшие Мухаммеду Чанкыры. Чтобы разделить своих врагов, Мухаммед пошёл на уступки Месуду и заключил с ним союз. Возможно, это произошло благодаря помощи сестры Мухаммеда, жены султана. Войско Месуда ушло от Чанкыры, и император был вынужден снять осаду. Весной Иоанну удалось занять Кастамону и Чанкыры, но лишь на краткое время.
Во время Киликийского похода Иоанна 1137 года Мухаммед и Месуд продолжили свои завоевания византийских земель в Понте. Между ними был заключён договор, детали которого не отражены в источниках. Мухаммед женил своего сына Зюннуна на одной из дочерей Месуда I, но источники не дают никаких сведений ни о дате, ни об условиях брака. Турецкий историк М. Кешик предположил, что брак был заключён в 1135 году.

### Кампании в Киликии
В 1136/37 году Мухаммед вторгся с большой армией в регион Мараша, разоряя деревни и монастыри, и осадил Кесун. Осада крепости длилась шесть дней, однако за это время он не построил никаких укреплений, не установил катапульт и не атаковал город. Мухаммед перекрыл воду ручья Гёксун, уничтожил сады и собрал трофеи. Матвей Эдесский сообщал, что данишмендиды сожгли в монастыре Кармирванк  церковь, кельи, сломали кресты, а то, что сочли ценным, взяли в качестве добычи. Многие люди покинули внешние стены Кесуна и убежали. Правитель города и духовенство не могли удержать людей от бегства. Они пытались мотивировать людей гимнами, крестами и молитвами. Вероятно, Мухаммед пришёл туда с намерением не захватить Кесун, а нанести ущерб и запугать своих врагов. Он отошёл от Кесуна, получив известие о приближении Иоанна Комнина с большой армией. Несмотря на то, что Матвей Эдесский описывал прибытие императора как помощь городу против Мухаммеда, на самом деле император прибыл в Кесун, чтобы наказать армян, о чём свидетельствуют его действия после того, как он вошёл в город. Император положил конец правлению армянского князя Левона и захватил его земли. Левона он пленил и отправил в Константинополь.
В 1137 году Мухаммед осадил замок в Киликии, названный Матвеем Эдесским «Зублас», и осадил его. Он много раз атаковал замок, но не смог его захватить, поэтому прекратил осаду и отступил.
По сообщениям Михаила Сирийца и Григора Ереца, в 1139 году Мухаммед снова совершил набег на Киликию и захватил два горных замка, Бахгай и Габнуперт, которые принадлежали Византии. После этого Мухаммед в том же году завоевал в Понте территорию, которая у Бар-Эбрея и Михаила Сирийца названа «страной Касианоса». Он разграбил её, захватил в плен жителей и продал их всех в рабство.

### Последние годы
В конце весны 1139 года император с армией выступил из Улубата против Мухаммеда. Император подошёл к старейшей столице Данышмендидов, Никсару, и осадил его. Источники не указывают точной даты начала осады Никсара. С. Рансимен, исходя из того, что стычки между византийцами и сельджуками происходили зимой 1139 года, а император вернулся в Константинополь в начале 1141 года, сделал вывод, что осада Никсара началась в первых месяцах 1140 года. 13 января 1141 года император прекратил осаду и вернулся в Константинополь. На обратном пути сельджуки преследовали византийскую армию. Источники не сохранили сведений о помощи Месуда Данышмендидам во время осады, однако сбежавший от императора его племянник Исаак укрылся у Месуда, что может свидетельствовать о поддержке Месудом Мухаммеда в это время. Месуд осадил Улуборлу после неудачной осады Никсара Иоанном.

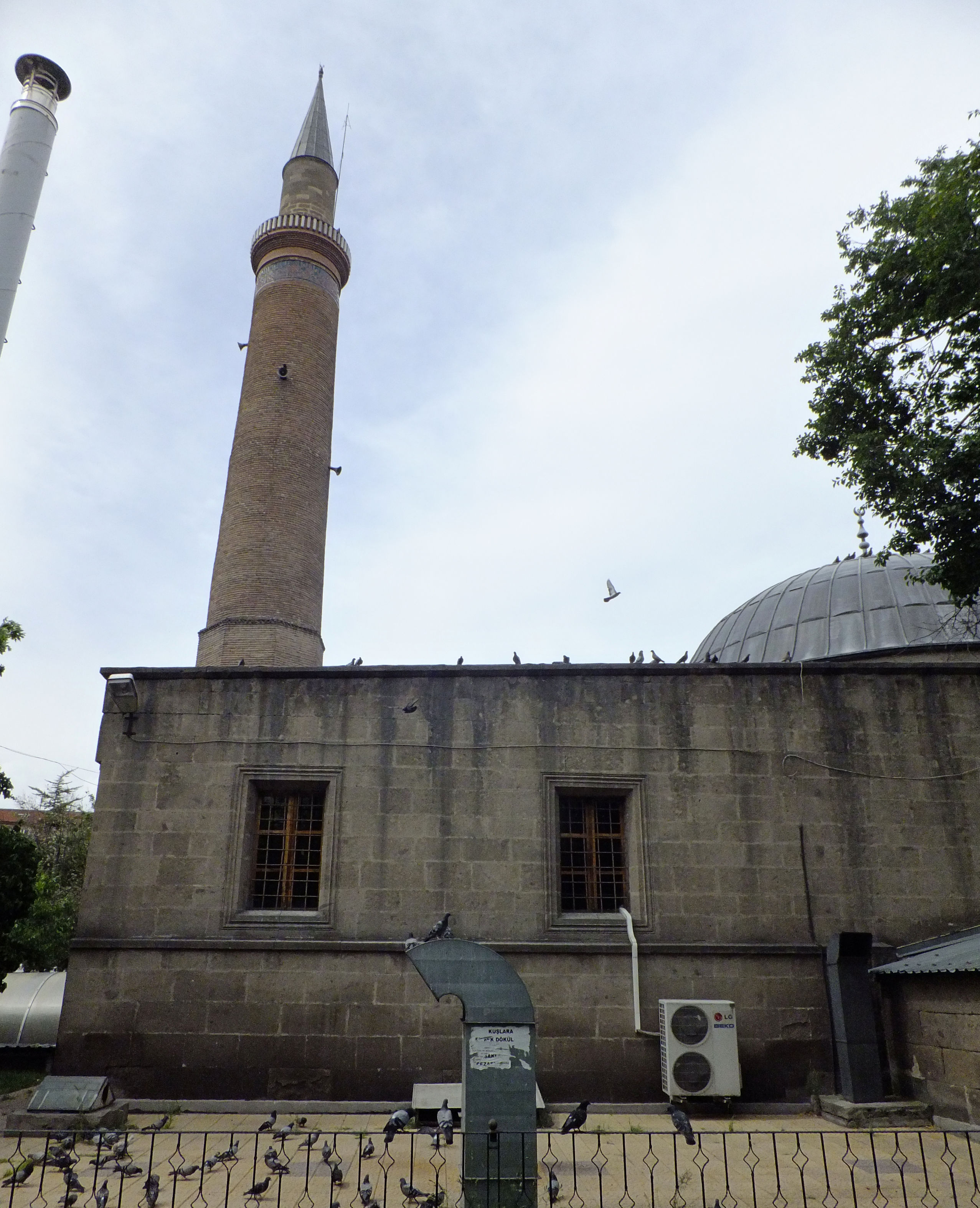
Построенная Мухаммедом Большая мечеть Кайсери.

Михаил Сириец и Бар-Эбрей писали, что в октябре 1141 года «тюрки из Мелитены» напали на «монастыри Зобара»  и разграбили его. В ответ крестоносцы в мае года напали на Зобатру и Арке, убили множество людей и захватили в плен детей и женщин. Согласно поэту и учёному из Алеппо аль-Азими, Мухаммед в мае-июне вторгся в район Мараша и завоевал замок, название которого не указано, и захватил жителей этого замка и угнал их на свою территорию.
В исторических источниках имеются противоречивые сведения о дате его смерти. Аль-Азими (1090—1161) и Ибн аль-Каланиси (ок. 1070—1160) называют как дату смерти Мухаммеда 1141/42 год, Ибн Хамдун (1102—1167), Ибн аль-Асир (1160—1233/34), Абу-ль-Фида (1273—1331), аль-Умари (1301—1349), Дженаби (ум. 1590) и Мюнеджимбаши Ахмед Деде (1631—1702) — 1142/43; Михаил Сириец — 6 декабря 1143 года; Бар-Эбрей — 1143 год; Григор Ерец — 1143/44. Учёные так же не могут прийти к единому мнению по этому вопросу. С. Рансимен называл 6 декабря 1141 года, М. Кешик — 6 декабря 1142 года, И. Меликофф — 1142 год, С. Солмаз — 1143, О. Туран — 6 декабря 1143 года. По мнению М. Кешика, 1143 год — это слишком поздняя датировка, не согласующаяся с ходом описанных событий как до смерти Мухаммеда, так и после.
Мухаммед умер в Кайсери. Он был похоронен в тюрбе во дворе построенного им медресе (не сохранилось). По словам Г. Шлюмберже, «его смерть знаменует собой падение власти династии». Писавший через 500 лет Кятиб Челеби назвал его завоевателем Анатолии.
Мухаммед объявил своим наследником Зюннуна. После смерти Мухаммеда Зюннун наследовал отцу, но против племянника выступили братья Мухаммеда, Ягибасан и Айнуддевле, тоже претендовавшие на наследство. Ягибасан женился на вдове Мухаммеда и объявил себя правителем Сиваса. Зюннун был женат на дочери Месуда, поэтому султан помог ему получить Кайсери. В итоге земли Данышмендидов были разделены на три части со столицами в Кайсери, Сивасе и Малатье.
По словам Михаила Сирийца, Мухаммед был осторожным, справедливым, религиозным и милосердным правителем. Во время его правления подъём эмирата продолжался, территория государства была увеличена. Мухаммед перестроил Кайсери, сделав его своим центром. Он построил комплекс, состоящий из большой мечети, медресе и тюрбе. В Кайсери Мухаммедом был построен дворец Данышмендидов. Именно туда в 1175 году проник внук Айнуддевле Мухаммед, чтобы убить своего брата Афридуна. От этого дворца не сохранилось даже руин. Сведений об организации дворцовой жизни при Данышмендидах нет.
При Мухаммеде чеканились медные динары с легендой на обеих сторонах на греческом языке: «Мухаммед, великий царь римлян и Анатолии». Место и год чеканки не указаны. По мнению С. Рансимена, «Он был наиболее авторитетным мусульманским правителем в Малой Азии».

## Семья
- Жена. Согласно Михаилу Сирийцу, после смерти Мухаммеда и воцарения Зюннуна, вдова Мухаммеда «привела Якуб-Арслана [Ягибасана], брата (умершего царя), и вышла за него замуж; последний царствовал в Себасте, а Данун [Зюннун] бежал в Симнаду»[45].
- сын Зюннун[46].
- сын Юнус[46], правитель крепости Миншар[47].
- сын Ибрагим[46].
- Дочь Фатьма. В 1919 году жители Сиваса показали историку И. Х. Данишменду[тур.] в подвале надпись на камне. Это была каменная табличка с гробницы. Согласно надписи, мелик Мухаммед построил гробницу в 1137 году для своей скончавшейся дочери Фатьмы[48].

## Комментарии
1. ↑  Бар-Эбрей писал, что деревня и крепость Масара расположены «ниже монастыря Мар Арон, на благословенной горе, рядом с Мелитеной»[11]. Ж. М. Тьерри[фр.] видел развалины крепости над Евфратом[12].
2. ↑  Кармирванк — Красный монастырь — был расположен в 2 км южнее Кесуна[26]
3. ↑  Э. Дюлорье[англ.] предположил, что Зублас — это то же место, которое Никита Хониат называл Сублеон. Иоанн Киннам Сублеон называл  Савлеон и писал, что он расположен у истоков Меандра[28].
4. ↑  Касиан — византийский наместник, который примерно в 1129 году передал находившееся в его управлении черноморское побережье отцу Мухаммеда, Эмиру Гази и перешёл на службу к Данышмендидам[31].
5. ↑  На горе Зобар, иначе называемой Бет Кенайе или Бет Забирайе, было пять сирийских или армянских монастырей. Э. Хонигман локализовал гору Зобар в  долине реки Джендере[англ.], К. Каэн помещал её между Кесуном и западным Аксу[34].